# Александър Можайски
Александър Фьодорович Можайски (на руски: Алекса́ндр Фёдорович Можа́йский) е руски военноморски деец – контраадмирал, изобретател – пионер в авиацията.

## Биография
Александър Можайски е роден на 21 март 1825 г. (9 март по стар стил) в Роченсалм, Виборгска губерния, Велико Финландско княжество, Руска империя (днес гр. Котка във Финландия) в семейството на потомствения моряк, адмирал на руския флот Фьодор Тимофеевич Можайски. Завършва Морския кадетски корпус през 1841 г. Година по-късно е произведен в чин мичман.
След седемгодишно плаване на различни кораби в Балтийско и Бяло море през 1849 е повишен в чин лейтенант. В периода 1853 – 1855 г. в състава на фрегатата „Диана“ участва в далечното плаване Кронщат – Япония. През 1855 г. e назначен на брига „Антенор“, който патрулира в Балтийско море и охранява подстъпите към Финския залив от диверсионни набези на англо-френските кораби.
През 1858 г. Можайски взима участие в Хивинската експедиция, организирайки придвижването и по вода на специално построени за целта плавателни съдове. Съставя първото описание на водния басейн на Аралско море и Амударя. След завръщането си от тази експедиция е назначен за старши офицер на 84-оръдейния кораб „Орел“.
През 1859 г. Можайски е повишен в следващия чин капитан-лейтенант. След спускането на вода на клипера „Всадник“ (Конник) е назначен за негов командир и плава с него в Балтийско море до 1863 г.
През 1860 г. е откомандирован от флота и назначен на длъжност в Грязовецки уезд, Вологодска губерния, където се заселва в село Котельниково по-късно преименувано на Можайское. 
През 1863 г. Можайски е уволнен в оставка във връзка с принудителното съкращение на числеността на флота след Кримската война.
През 1879 г. отново е зачислен на действителна военна служба с чин капитан I ранг.
През 1876 г. Александър Можайски започва работа над проекта на отдавна замисления от него летателен апарат по-тежък от въздуха.
През юли 1882 г. на Можайски е присвоено звание генерал-майор с уволнение от служба „по семейни причини“.
Впоследствие му е присвоено звание контраадмирал.
На 20 юли 1882 г. се състоят изпитанията на неговия летателния апарат.
Умира на 21 март 1890 г. Погребан е на Смоленското православно гробище в Санкт-Петербург.

## Награди и почести
- През 1859 г. за участие в Хивинската експедиция и похода в Бухара е награден с ордена „Свети Владимир“ 4-та степен.
- По време на Кримската война Александър Можайски командва Амурската флотилия от малки плавателни съдове и 10-оръдейния транспортен кораб „Двина“, за което е награден с ордена „Свети Станислав“ 2-ра степен, а също така и с бронзов медал с Андреевска лента „В память войны 1853 – 1856 гг.“

На името на А. Ф. Можайски са наречени:
- Ленинградска военновъздушна академия на Червената Армия (от 1955 г. носи името на А. Ф. Можайски).
- Военно-космическа академия А. Ф. Можайски в Санкт-Петербург.
- Уравнение за изчисляване на възможен летателен апарат (формула на Можайски):

{\displaystyle m_{0}={\frac {m_{\text{equipage}}+m_{\text{fuel}}+m_{\text{cargo}}+m_{\text{engines}}}{1-(\xi _{\text{fuselage}}+\xi _{\text{wing}}+\xi _{\text{tail}}+\xi _{\text{cockpit}}+\xi _{\text{fuel system}}+\xi _{\text{chassis}}+\xi _{\text{equipment}})}}}

## Първият руски самолет
Можайски конструира самолет по собствен проект и със собствени средства. Първото му и единствено изпитание е на 20 юли 1882 г., когато по време на разбега самолетът се отделя от земята, но губи скорост и пада на крило, при което получава сериозни повреди. Можайски се опитва да го ремонтира и да продължи изпитанията, но не успява поради липса на средства. След смъртта му синът на Можайски се опитва да продаде остатъците от самолета на правителството, но получава отказ.